# Iglesia de San Miguel (Fuentidueña)
La iglesia de San Miguel es una iglesia católica dedicada a San Miguel Arcángel sita en la localidad de Fuentidueña, en la provincia de Segovia, comunidad autónoma de Castilla y León, España. Recibió la catalogación de Bien de Interés Cultural, con categoría de monumento, el 21 de diciembre de 1995.

## Descripción
Obra posiblemente del siglo XII, consta de una sola nave, con ábside semicircular precedido de tramo recto. Adosado a la nave y en el lado del Evangelio, se sitúa un pórtico abierto, sacristía y antesacristía, en el lado de la Epístola. La nave se cubre con bóveda de cañón y casquete en el ábside.
Al exterior, destaca la nave, por su mayor altura, dejando ver la estructura de contrafuertes, que se remata con cornisa con canecillos decorados con motivos zoomorfos y antropomorfos. El pórtico, el ábside y la torre, son sus elementos más significativos.
El pórtico consta de siete arcos, sobre dobles o cuádruples columnas sobre zócalo, con capiteles románicos de formas vegetales.
El acceso, ligeramente adelantado, se realiza a través de arco con triple abocinamiento, que remata en cornisa con canecillos lisos.
El ábside se divide en tres paños y mediante medias columnas, que apoyadas en pódium y rematadas con capiteles recorren en su totalidad hasta la cornisa, abilletada, sostenida por canecillos antropomorfos, longitudinalmente, queda dividido por dos líneas de imposta, entre las que se sitúan las ventanas del ábside, una por cada paño.
La torre, tiene dos cuerpos prácticamente cerrados, excepto en la cara que da a la cabecera, rematada con un dintel dividido en dos partes por pies derechos con zapatas, sobre el que apoya el alero, también de madera.
A los pies de la iglesia se localiza otra portada románica, ligeramente adelantada del paramento, consta de triple arquivolta y un par de columnas a cada lado. Una línea de imposta decorada con elementos vegetales marca la línea de arranque de los arcos, mientras que la rosca exterior y el remate superior de la portada se decoran con billetes.